# 2007年アジア野球選手権大会
「アサヒ・スーパードライチャレンジ」第24回アジア野球選手権大会2007（アサヒ・スーパードライチャレンジだい24かいアジアやきゅうせんしゅけんたいかい2007）は2007年（平成19年）11月26日から12月3日に台湾で開催された野球ナショナルチームのアジアチャンピオン決定戦。北京オリンピック野球のアジア地区予選大会を兼ねる。そのため、オリンピック開催国として出場権を確保している中国は出場しない。

## 大会の概要

### 試合会場
- 台中インターコンチネンタルスタジアム

### 出場国
- チャイニーズタイペイ（開催国）（監督：郭泰源）
- 日本（前回優勝国）（監督：星野仙一）

- 韓国（監督：金卿文）
- フィリピン（監督：エラディオ・バラダス）
- タイ（総監督：江本孟紀）
- 香港
- パキスタン

### 予選リーグ
11月26日から11月28日に、タイ、フィリピン、パキスタン、香港の4カ国・地域による総当り1回戦のリーグ戦を行う。この1次予選1位の国のみが決勝リーグに進出する。

### 決勝リーグ
シード枠で出場するチャイニーズタイペイ、日本、韓国の3カ国と予選1位の1カ国が12月1日から12月3日に1回戦総当りのリーグ戦を行い、優勝チームが自動的に北京五輪出場権を獲得する。2・3位チームは2008年3月に予定される世界最終予選（大陸間プレーオフ）に出場し、3位以内に入れば出場権を獲得できる。

### 主催
- 主催　アジア野球連盟・国際野球連盟
- 主管　アジア野球選手権大会2007組織委員会
- 特別協賛　アサヒビール株式会社

## 試合結果

### 予選リーグ
| 順位 | 国         | フィリピンの旗 | タイ王国の旗 | 香港の旗 | パキスタンの旗 | 勝 | 分 | 負 | 得 | 失 |
| ---- | ---------- | -------------- | ------------ | -------- | -------------- | -- | -- | -- | -- | -- |
| 1    | フィリピン | -              | △0-0         | ○4-1     | ○2-0           | 2  | 1  | 0  | 6  | 1  |
| 2    | タイ       | △0-0           | -            | ○8-4     | ●3-5           | 1  | 1  | 1  | 11 | 9  |
| 3    | 香港       | ●1-4           | ●4-8         | -        | ○8-6           | 1  | 0  | 2  | 13 | 18 |
| 4    | パキスタン | ●0-2           | ○5-3         | ●6-8     | -              | 1  | 0  | 2  | 11 | 13 |

※緑枠が決勝リーグ進出
- 11月27日
  -  パキスタン 0 - 2  フィリピン
  -  香港 4 - 8  タイ
- 11月28日
  -  タイ 3 - 5  パキスタン
  -  フィリピン 4 - 1  香港
- 11月29日
  -  タイ 0 - 0  フィリピン（延長12回）
  -  香港 8 - 6  パキスタン

### 決勝リーグ
| 順位 | 国                   | 日本の旗 | 大韓民国の旗 | チャイニーズタイペイの旗 | フィリピンの旗 | 勝 | 分 | 負 | 得 | 失 |
| ---- | -------------------- | -------- | ------------ | ------------------------ | -------------- | -- | -- | -- | -- | -- |
| 1    | 日本                 | -        | ○4-3         | ○10-2                    | ○10-0          | 3  | 0  | 0  | 24 | 5  |
| 2    | 韓国                 | ●3-4     | -            | ○5-2                     | ○13-1          | 2  | 0  | 1  | 21 | 7  |
| 3    | チャイニーズタイペイ | ●2-10    | ●2-5         | -                        | ○9-0           | 1  | 0  | 2  | 13 | 15 |
| 4    | フィリピン           | ●0-10    | ●1-13        | ●0-9                     | -              | 0  | 0  | 3  | 1  | 32 |

※水色枠がオリンピック出場、緑枠が世界最終予選へ。日本は3大会連続14回目の優勝。
- 12月1日

|                      | 1 | 2 | 3 | 4 | 5 | 6 | 7 | 8 | 9 | R | H | E |
| -------------------- | - | - | - | - | - | - | - | - | - | - | - | - |
| 韓国                 | 0 | 0 | 0 | 0 | 3 | 0 | 1 | 1 | 0 | 5 | 5 | 0 |
| チャイニーズタイペイ | 1 | 0 | 0 | 0 | 0 | 1 | 0 | 0 | 0 | 2 | 8 | 0 |

1. 勝利：柳賢振（リュ・ヒョンジン）
2. 敗戦：林恩宇

|            | 1 | 2 | 3 | 4 | 5 | 6 | 7 | 8 | 9 | R  | H  | E |
| ---------- | - | - | - | - | - | - | - | - | - | -- | -- | - |
| フィリピン | 0 | 0 | 0 | 0 | 0 | 0 | 0 |   |   | 0  | 1  | 2 |
| 日本       | 5 | 0 | 0 | 0 | 1 | 4 | x |   |   | 10 | 16 | 1 |

1. 勝利：涌井秀章
2. 敗戦：ジョン＝ジョン・ロブレス
3. 7回コールド

- 12月2日

|                      | 1 | 2 | 3 | 4 | 5 | 6 | 7 | 8 | 9 | R | H  | E |
| -------------------- | - | - | - | - | - | - | - | - | - | - | -- | - |
| チャイニーズタイペイ | 3 | 0 | 0 | 2 | 1 | 0 | 0 | 1 | 2 | 9 | 13 | 0 |
| フィリピン           | 0 | 0 | 0 | 0 | 0 | 0 | 0 | 0 | 0 | 0 | 5  | 0 |

1. 勝利：林英傑
2. 敗戦：ビナラオ

|      | 1 | 2 | 3 | 4 | 5 | 6 | 7 | 8 | 9 | R | H  | E |
| ---- | - | - | - | - | - | - | - | - | - | - | -- | - |
| 日本 | 0 | 2 | 1 | 0 | 0 | 0 | 0 | 1 | 0 | 4 | 10 | 0 |
| 韓国 | 1 | 0 | 0 | 1 | 0 | 0 | 0 | 1 | 0 | 3 | 6  | 0 |

1. 勝利：川上憲伸
2. セーブ：上原浩治
3. 敗戦：田炳浩（チョン・ビョンホ）

- 12月3日

|            | 1 | 2 | 3 | 4 | 5 | 6 | 7 | 8 | 9 | R  | H  | E |
| ---------- | - | - | - | - | - | - | - | - | - | -- | -- | - |
| フィリピン | 0 | 0 | 0 | 0 | 1 | 0 | 0 |   |   | 1  | 4  | 2 |
| 韓国       | 0 | 2 | 0 | 0 | 7 | 4 | X |   |   | 13 | 16 | 1 |

1. 勝利：柳済国（リュ・ジェグク）
2. 敗戦：ジョン＝ジョン・ロブレス
3. 7回コールド

|                      | 1 | 2 | 3 | 4 | 5 | 6 | 7 | 8 | 9 | R  | H  | E |
| -------------------- | - | - | - | - | - | - | - | - | - | -- | -- | - |
| 日本                 | 1 | 0 | 0 | 0 | 0 | 0 | 6 | 0 | 3 | 10 | 14 | 0 |
| チャイニーズタイペイ | 0 | 0 | 0 | 0 | 0 | 2 | 0 | 0 | 0 | 2  | 3  | 0 |

1. 勝利：ダルビッシュ有
2. 敗戦：陽建福

| 2007年アジア野球選手権大会 |
| -------------------------- |
| · 日本                     |

## 表彰
- 最優秀選手（MVP）・最優秀打者 - 阿部慎之助（日本）
- 最優秀投手 - 林英傑（チャイニーズタイペイ）

## 偽装オーダー問題
2007年12月2日の日本－韓国戦で、韓国代表のオーダーが試合開始前にバックスクリーンに表示されているオーダーとは異なっているという問題が起こった。星野監督は1時間前にオーダーを受け取っていたという。しかし実際のオーダーは先発投手が右投手の柳済国から左投手の田炳浩に、打線も1から6番までが日本の先発左腕成瀬善久を意識してか、右打者をズラリと並べたオーダーであった。星野仙一監督も試合前に審判に確認したものの、異なるオーダーが認められてそのままで試合が進んだ。試合は日本が4-3で韓国代表に勝利した。
実はルール上は、試合開始10分前に提出したオーダーが最終決定となるのが正式なルールであった。国際野球連盟の規定によると、両チームは試合前に5枚のオーダー表を作成して、試合開始30分前（電光掲示板がある場合は慣例により1時間前）に2枚提出しなければならない。その後、試合開始直前に審判が見守る中、3枚のオーダー表を交換することとしている。あらかじめ提出したオーダー表は電光掲示板での作業や記録、報道陣の資料作成などに向けて便宜を図ったものである。やむをえない事情があれば最終オーダーの交換前までに変更は可能としている。
韓国側は実は韓国のメディア向けにはあらかじめ変更後のオーダーを伝えていたという。金卿文監督も「騙すつもりはなかった」と釈明している。ただ星野監督は監督会議で確認が行われて紳士協定を結んでいるとし、この行為に対して非常に疑問を抱きながらも怒りをにじませていた。新聞にも「紳士協定を破った」などの見出しが出た。
国際野球連盟は日本の主張を全面的に支持。オスターマイヤー事務局長が試合開始1時間前に提出したものを最終オーダーにするようルールを変更する見通しを明らかにした。この問題については2008年1月にフィラデルフィアで開かれる規則委員会で話し合われた。

## テレビ・ラジオ中継

### テレビ中継
日本戦はテレビ朝日（ANN系列）生中継。J SPORTS（スカイパーフェクTV!・ケーブルテレビ）では全試合をJ sports 1で中継（日本戦以外は生中継、日本戦は録画中継）した。
- テレビ朝日　実況：中山貴雄<テレビ朝日>、清水俊輔<テレビ朝日>　解説：栗山英樹、東尾修、大塚光二　特別解説：古田敦也（前・東京ヤクルトスワローズ監督）　星野監督公認サポートキャプテン：中居正広　進行：長島三奈

### ラジオ中継
いずれも日本戦のみ生中継。
- TBSラジオ（JRN系列）　実況：新夕悦男（1日）、戸崎貴広（2日）、松下賢次（3日）　解説：青島健太（セガサミー硬式野球部監督）
- 文化放送　実況：飯塚治（1日）、上野智広（2日）、斉藤一美（3日）　解説：渡辺久信（埼玉西武ライオンズ監督）
- ニッポン放送　実況:松本秀夫（1日、3日）、胡口和雄（2日）　解説：板東英二　ゲストコメンテーター：アキ猪瀬（メジャーリーグアナリスト）